# Zikret Mahmić
Zikret Mahmić es un deportista bosnio que compitió en voleibol adaptado. Ganó tres medallas en los Juegos Paralímpicos de Verano entre los años 2000 y 2008.

## Palmarés internacional
| Juegos Paralímpicos | Juegos Paralímpicos | Juegos Paralímpicos | Juegos Paralímpicos      |
| Año                 | Lugar               | Medalla             | Competición              |
| ------------------- | ------------------- | ------------------- | ------------------------ |
| 2000                | Sídney (Australia)  | Medalla de plata    | Torneo masculino sentado |
| 2004                | Atenas (Grecia)     | Medalla de oro      | Torneo masculino sentado |
| 2008                | Pekín (China)       | Medalla de plata    | Torneo masculino sentado |